# Paula de Brasil
Paula de Brasil (Río de Janeiro, 17 de febrero de 1823 - ib. 16 de enero de 1833) fue una princesa del Imperio del Brasil y miembro de la rama brasileña de la Casa de Braganza. Sus padres fueron el emperador Pedro I, el primer gobernante de un Brasil independiente, y la archiduquesa María Leopoldina de Austria. Nacida en Río de Janeiro, Paula fue la tercera hija del matrimonio; perdió a su madre a la edad de tres años y su padre a los ocho, cuando éste abdicó del trono y abandonó Brasil para instalarse en Portugal, donde quiso recuperar el trono para la hermana mayor de Paula, María, quien se convertiría en reina reinante de Portugal.

## Vida

### Nacimiento

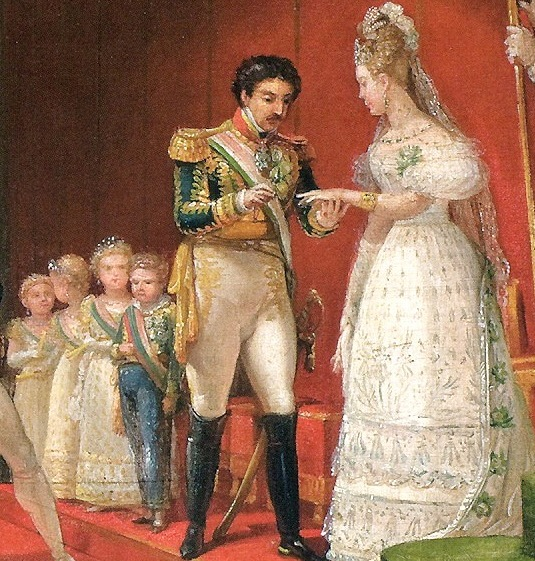
El Segundo Matrimonio del Emperador por Jean-Baptiste Debret. Detrás del emperador están sus hijos por orden de precedencia: Pedro, Genara, Paula y Francisca.

Paula nació el 17 de febrero de 1823 en el palacio de San Cristóbal en Río de Janeiro, la capital brasileña; una semana más tarde, la princesa fue bautizada por el obispo José Caetano da Silva Coutinho, en la antigua catedral de Río de Janeiro. Los últimos cuatro nombres eran siempre otorgados a miembros de la familia real y el nombre Paula en honor a São Paulo, donde se había firmado el tratado de la independencia.
Ella fue la tercera hija del emperador Pedro I de Brasil y de su primera esposa, la archiduquesa María Leopoldina de Austria. A través de su padre, Paula fue miembro de la rama brasileña de la Casa de Braganza, la cual era una rama ilegítima de la dinastía de los Capetos. Era nieta del rey Juan VI de Portugal. A través de su madre, era sobrina de Napoleón Bonaparte y prima hermana del emperador Francisco José I de Austria. Como la hija de un miembro de la casa real portuguesa, Paula era conocida con el honorífico doña desde su nacimiento.
Un año antes de su nacimiento, la independencia de Brasil había sido declarada, en septiembre de 1822; debido a que Pedro I sólo tenía hijas mujeres, Paula debía ocupar el cuarto puesto en la línea de sucesión al trono portugués. Sin embargo, bajo la ley portuguesa, Paula era una extranjera que había nacido después de la independencia y fue excluida de la línea de sucesión. Su hermana mayor, María, no fue excluida de la sucesión ya que nació en 1819; ascendió al trono portugués después de la muerte de Juan VI y la abdicación de Pedro I, el 28 de mayo de 1826. En vez de su madre, Paula fue amamantada por la misma nodriza que más tarde amamantaría a su hermano, Pedro.

### Vida

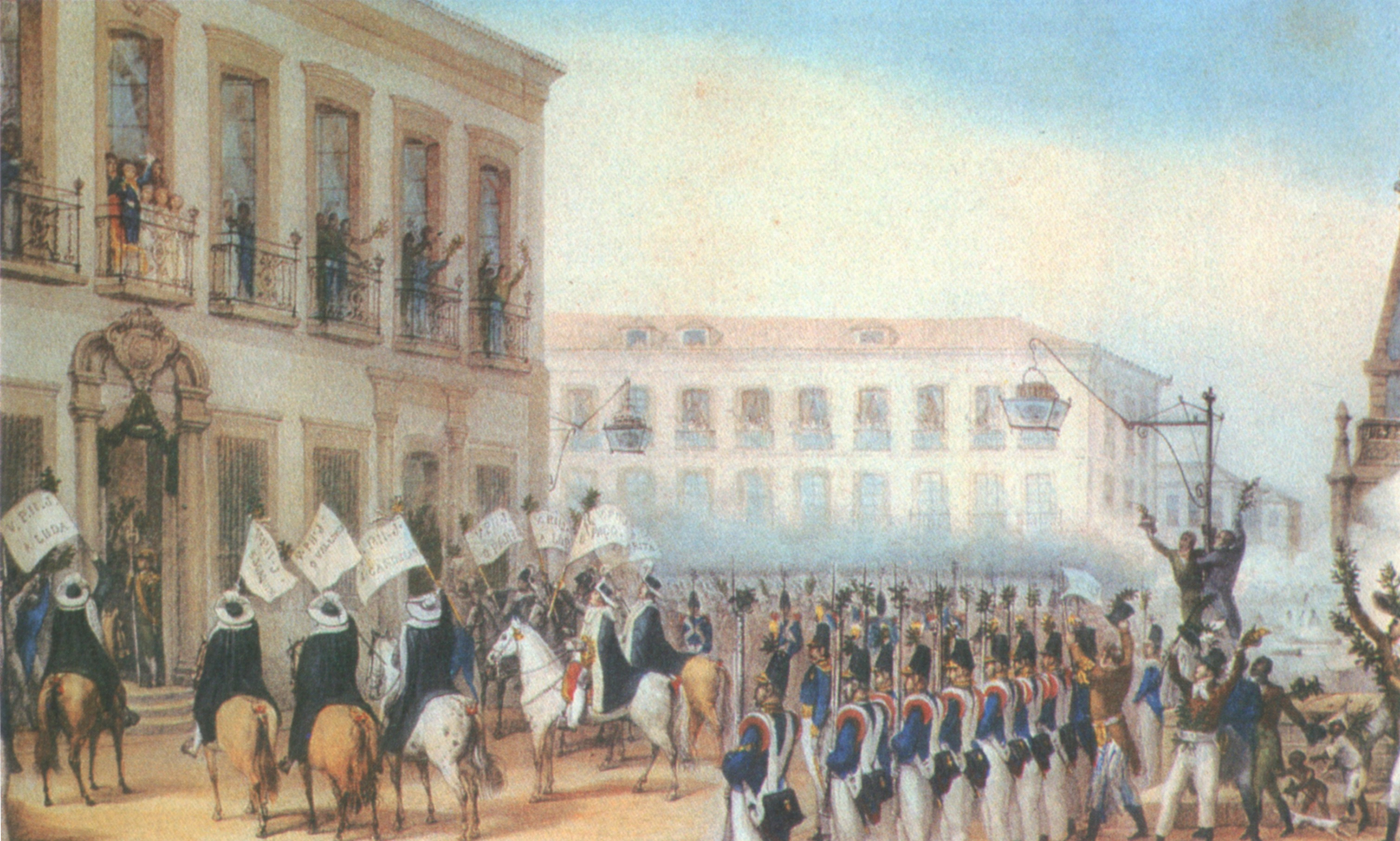
Aclamación de D. Pedro II por Debret. En la esquina superior izquierda, Pedro se encuentra en el balcón con sus hermanas.

El 11 de diciembre de 1826, la emperatriz María Leopoldina falleció tras dar a luz a un hijo nacido muerto o por haber sufrido un aborto espontáneo. Sin embargo, existieron rumores de que Pedro I fue el que había matado a su esposa durante una discusión. Presuntamente, Pedro había pateado a María Leopoldina en el vientre, causándole un aborto espontáneo y la muerte. Domitila de Castro, la amante de Pedro, y Philipp von Mareschal, el ministro austriaco en Brasil, habían presenciado la pelea y Mareschal declaró que la pareja intercambió insultos y nada más.
Pedro echaba mucho de menos a su esposa y arregló un segundo matrimonio con la nieta adoptiva de Napoleón Bonaparte, Amelia de Beauharnais. Se casaron el 17 de octubre de 1829. Amelia se convirtió en una madre substituta para los cinco hijos supervivientes de Pedro: María (nacida en 1819), Genara (nacida en 1822), Paula, Francisca (nacida en 1824) y el príncipe imperial Pedro (nacido en 1825); todos ellos adoraban a Amelia.
El emperador abdicó al trono brasileño el 7 de abril de 1831  y abandonó Brasil para instalarse en Portugal. Desde allí apoyó el reclamo al trono portugués de su hija mayor, María. El barco de Pedro partió esa misma mañana y él, ahora haciéndose llamar "duque de Braganza", se llevó consigo a Amelia, María y a su propia hermana, Ana de Jesús. Los niños no volverían a ver su padre o a su madrastra. Antes de irse, Pedro había nombrado a José Bonifácio de Andrada e Silva como guardián legal de sus hijos, a Mariana de Verna Coutinho como su nodriza, y a un veterano de guerra afro-brasileño llamado Rafael para cuidar de los niños. De estos tres, solo Rafael permaneció leal al emperador hasta su muerte en 1889.
Abadonados por su padre, los niños formaron vínculos cercanos; eran incluso "dependientes uno del otro". Además de esto, las tres hermanas eran obedientes y serviciales hacia su hermano, Pedro, quién era ahora emperador de Brasil. Los niños asistían a misa regularmente en la iglesia de Glória, estudiaban, jugaban y comían juntos; esto es algo de lo que Bonifácio y Coutinho se encargaban personalmente. El 9 de abril de 1831, el príncipe imperial fue aclamado como emperador. Él se mostró en el balcón del palacio, acompañado por sus hermanas. Mientras tanto, en París, Amelia de Beauharnais dio a luz a una hija, María Amelia.

### Muerte

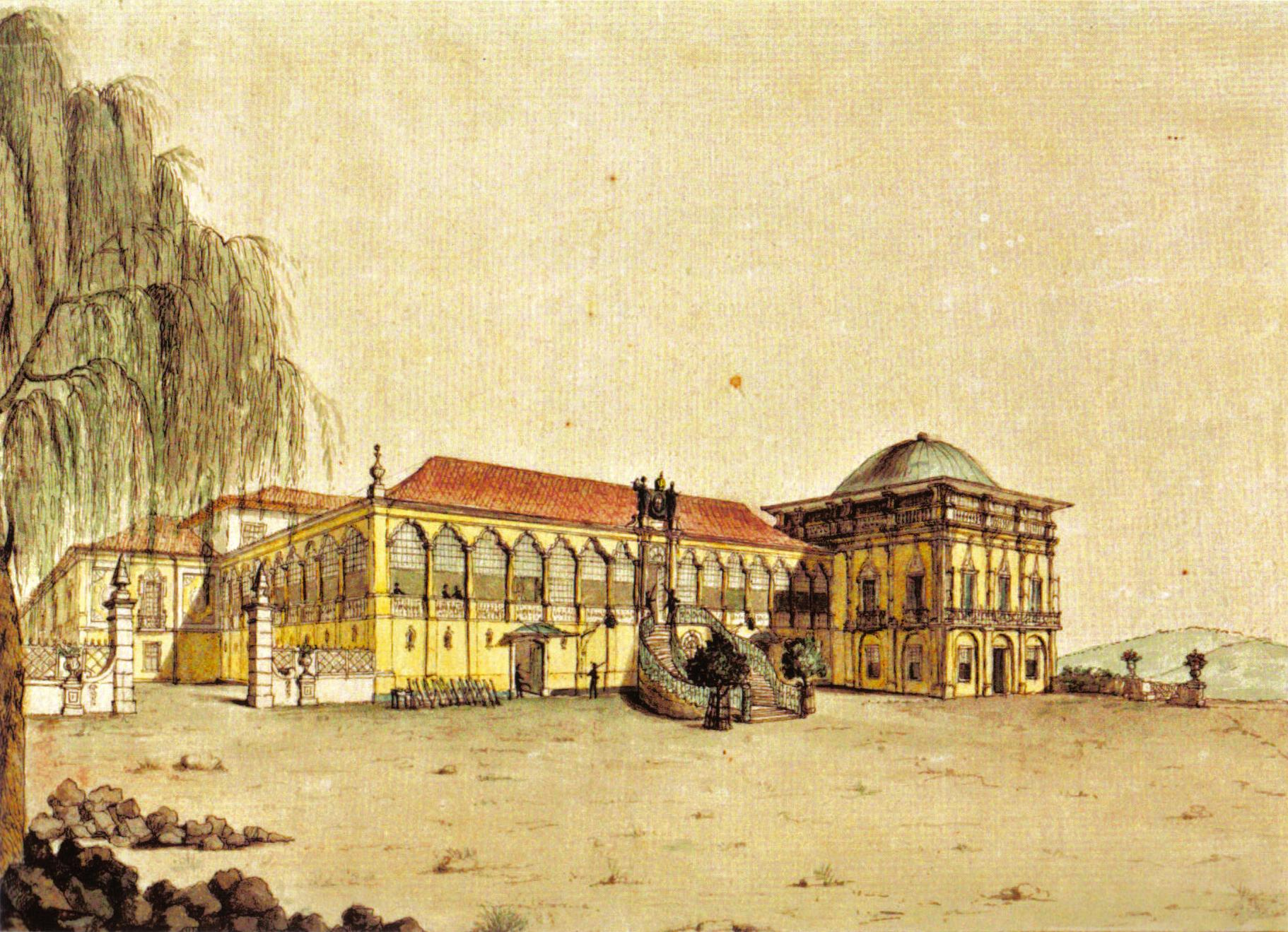
Palacio de San Cristóbal, donde Paula nació, vivió y murió. Debret, 1817.

Paula fue descrita como "llena de paz, fortaleza y resignación", y "la más tranquila y gentil de los hijos de María Leopoldina y Pedro" y raramente se quejaba, aunque sufría de frecuentes problemas de salud desde la infancia; a menudo estaba tan enferma que no podía estudiar con sus hermanos. No era robusta físicamente y nunca estuvo completamente sana hasta mediados de 1831, cuando su salud mejoró: fue capaz de llevar una vida activa y creció de altura.
Sin embargo, hacia finales de 1832, enfermó gravemente. El historiador Roderick Barman sugirió que Paula sufría de meningitis; pero el intelectual Mick Isle introdujo la teoría de que Paula tenía malaria. Isle declaró que los doctores le administraron quinina (oral y analmente), sopas, sanguijuelas, yeso de mostaza y sustancias acídicas aplicadas a su piel; esto hacía gritar del dolor a la princesa.
Estas técnicas resultaron ser inútiles ya que Paula falleció el 16 de enero de 1833, un mes antes de su décimo cumpleaños. Al ser informado de la muerte de su hija, el duque de Braganza, quien se encontraba en Oporto, le hizo dos peticiones a Bonifácio: "la primera es que me guardes un mechón de su bonito cabello; la segunda es que la coloques en el convento de Nuestra Señora del Buen Socorro y en el mismo sitio donde su buena madre, mi Leopoldina por quien incluso hoy yo derramo lágrimas de anhelo, se encuentra... te lo pido como padre, como un lastimoso y desolado padre, que me hagas el favor de depositar junto al cuerpo de su madre este fruto de su vientre y que reces por ambas". A Paula se le dio un magnífico funeral de estado que no volvería a repetirse hasta la muerte del hijo de Pedro II, el príncipe imperial Alfonso, en 1847. Cumpliéndose la voluntad de Pedro, fue enterrada junto con su madre en el Convento de Ajuda. En 1911, durante los preparativos para la demolición del edificio para la inauguración de Cinelandia, los cuerpos fueron trasladados al Convento de Santo Antonio en Río de Janeiro, al lado de su hermano Juan Carlos y luego de sus sobrinos, Alfonso y Pedro. La muerte de Paula hizo que sus hermanos se sintieran aún más abandonados. En 1834, el duque de Braganza también falleció.

## Títulos y tratamientos
| ● 17 de febrero de 1823-17 de febrero de 1833: | Su alteza la princesa Paula Mariana de Brasil |

## Ancestros
| \| \| \| \| \| \| \| \| \| \| \| \| \| \| \| \| \| \| \| \| 8. Pedro III de Portugal \| \| \| \| \| \| \| \| \| \| \| \| \| \| \| \| \| \| \| \| \| \| \| \| \| \| \| \| \| \| \| \| \| \| \| \| \| \| \| \| \| \| \| \| \| \| \| \| \| \| \| \| \| \| 4. Juan VI de Portugal \| \| \| \| \| \| \| \| \| \| \| \| \| \| \| \| \| \| \| \| \| \| \| \| \| \| \| \| \| \| \| \| \| \| \| \| \| \| \| \| \| \| \| \| \| \| \| \| \| \| \| \| \| \| 9. María I de Portugal \| \| \| \| \| \| \| \| \| \| \| \| \| \| \| \| \| \| \| \| \| \| \| \| \| \| \| \| \| \| \| \| \| \| \| \| \| \| \| \| \| \| \| \| \| \| \| \| \| \| \| \| \| \| 2. Pedro I de Brasil y IV de Portugal \| \| \| \| \| \| \| \| \| \| \| \| \| \| \| \| \| \| \| \| \| \| \| \| \| \| \| \| \| \| \| \| \| \| \| \| \| \| \| \| \| \| \| \| \| \| \| \| \| \| \| \| \| \| 10. Carlos IV de España \| \| \| \| \| \| \| \| \| \| \| \| \| \| \| \| \| \| \| \| \| \| \| \| \| \| \| \| \| \| \| \| \| \| \| \| \| \| \| \| \| \| \| \| \| \| \| \| \| \| \| \| \| \| 5. Carlota Joaquina de Borbón \| \| \| \| \| \| \| \| \| \| \| \| \| \| \| \| \| \| \| \| \| \| \| \| \| \| \| \| \| \| \| \| \| \| \| \| \| \| \| \| \| \| \| \| \| \| \| \| \| \| \| \| \| \| 11. María Luisa de Parma \| \| \| \| \| \| \| \| \| \| \| \| \| \| \| \| \| \| \| \| \| \| \| \| \| \| \| \| \| \| \| \| \| \| \| \| \| \| \| \| \| \| \| \| \| \| \| \| \| \| \| \| \| \| 1. Paula de Brasil \| \| \| \| \| \| \| \| \| \| \| \| \| \| \| \| \| \| \| \| \| \| \| \| \| \| \| \| \| \| \| \| \| \| \| \| \| \| \| \| \| \| \| \| \| \| \| \| \| \| \| \| \| \| 12. Leopoldo II del Sacro Imperio Romano Germánico \| \| \| \| \| \| \| \| \| \| \| \| \| \| \| \| \| \| \| \| \| \| \| \| \| \| \| \| \| \| \| \| \| \| \| \| \| \| \| \| \| \| \| \| \| \| \| \| \| \| \| \| \| \| 6. Francisco II del Sacro Imperio Romano Germánico \| \| \| \| \| \| \| \| \| \| \| \| \| \| \| \| \| \| \| \| \| \| \| \| \| \| \| \| \| \| \| \| \| \| \| \| \| \| \| \| \| \| \| \| \| \| \| \| \| \| \| \| \| \| 13. María Luisa de Borbón \| \| \| \| \| \| \| \| \| \| \| \| \| \| \| \| \| \| \| \| \| \| \| \| \| \| \| \| \| \| \| \| \| \| \| \| \| \| \| \| \| \| \| \| \| \| \| \| \| \| \| \| \| \| 3. María Leopoldina de Austria \| \| \| \| \| \| \| \| \| \| \| \| \| \| \| \| \| \| \| \| \| \| \| \| \| \| \| \| \| \| \| \| \| \| \| \| \| \| \| \| \| \| \| \| \| \| \| \| \| \| \| \| \| \| 14. Fernando I de las Dos Sicilias \| \| \| \| \| \| \| \| \| \| \| \| \| \| \| \| \| \| \| \| \| \| \| \| \| \| \| \| \| \| \| \| \| \| \| \| \| \| \| \| \| \| \| \| \| \| \| \| \| \| \| \| \| \| 7. María Teresa de las Dos Sicilias \| \| \| \| \| \| \| \| \| \| \| \| \| \| \| \| \| \| \| \| \| \| \| \| \| \| \| \| \| \| \| \| \| \| \| \| \| \| \| \| \| \| \| \| \| \| \| \| \| \| \| \| \| \| 15. María Carolina de Austria \| \| \| \| \| \| \| \| \| \| \| \| \| \| \| \| \| \| \| \| \| \| \| \| \| \| \| \| \| \| \| \| \| \| \| \| \| \| \| \| \| \| \| \| \| \| \| \| \| \| \| \| |                                                    |  |  |  |  |  |  |  |  |  |  |  |  |  |  |  |
| |                                                    |  |  |  |  |  |  |  |  |  |  |  |  |  |  |  |
| | 8. Pedro III de Portugal                           |  |  |  |  |  |  |  |  |  |  |  |  |  |  |  |
| |                                                    |  |  |  |  |  |  |  |  |  |  |  |  |  |  |  |
| |                                                    |  |  |  |  |  |  |  |  |  |  |  |  |  |  |  |
| | 4. Juan VI de Portugal                             |  |  |  |  |  |  |  |  |  |  |  |  |  |  |  |
| |                                                    |  |  |  |  |  |  |  |  |  |  |  |  |  |  |  |
| |                                                    |  |  |  |  |  |  |  |  |  |  |  |  |  |  |  |
| | 9. María I de Portugal                             |  |  |  |  |  |  |  |  |  |  |  |  |  |  |  |
| |                                                    |  |  |  |  |  |  |  |  |  |  |  |  |  |  |  |
| |                                                    |  |  |  |  |  |  |  |  |  |  |  |  |  |  |  |
| | 2. Pedro I de Brasil y IV de Portugal              |  |  |  |  |  |  |  |  |  |  |  |  |  |  |  |
| |                                                    |  |  |  |  |  |  |  |  |  |  |  |  |  |  |  |
| |                                                    |  |  |  |  |  |  |  |  |  |  |  |  |  |  |  |
| | 10. Carlos IV de España                            |  |  |  |  |  |  |  |  |  |  |  |  |  |  |  |
| |                                                    |  |  |  |  |  |  |  |  |  |  |  |  |  |  |  |
| |                                                    |  |  |  |  |  |  |  |  |  |  |  |  |  |  |  |
| | 5. Carlota Joaquina de Borbón                      |  |  |  |  |  |  |  |  |  |  |  |  |  |  |  |
| |                                                    |  |  |  |  |  |  |  |  |  |  |  |  |  |  |  |
| |                                                    |  |  |  |  |  |  |  |  |  |  |  |  |  |  |  |
| | 11. María Luisa de Parma                           |  |  |  |  |  |  |  |  |  |  |  |  |  |  |  |
| |                                                    |  |  |  |  |  |  |  |  |  |  |  |  |  |  |  |
| |                                                    |  |  |  |  |  |  |  |  |  |  |  |  |  |  |  |
| | 1. Paula de Brasil                                 |  |  |  |  |  |  |  |  |  |  |  |  |  |  |  |
| |                                                    |  |  |  |  |  |  |  |  |  |  |  |  |  |  |  |
| |                                                    |  |  |  |  |  |  |  |  |  |  |  |  |  |  |  |
| | 12. Leopoldo II del Sacro Imperio Romano Germánico |  |  |  |  |  |  |  |  |  |  |  |  |  |  |  |
| |                                                    |  |  |  |  |  |  |  |  |  |  |  |  |  |  |  |
| |                                                    |  |  |  |  |  |  |  |  |  |  |  |  |  |  |  |
| | 6. Francisco II del Sacro Imperio Romano Germánico |  |  |  |  |  |  |  |  |  |  |  |  |  |  |  |
| |                                                    |  |  |  |  |  |  |  |  |  |  |  |  |  |  |  |
| |                                                    |  |  |  |  |  |  |  |  |  |  |  |  |  |  |  |
| | 13. María Luisa de Borbón                          |  |  |  |  |  |  |  |  |  |  |  |  |  |  |  |
| |                                                    |  |  |  |  |  |  |  |  |  |  |  |  |  |  |  |
| |                                                    |  |  |  |  |  |  |  |  |  |  |  |  |  |  |  |
| | 3. María Leopoldina de Austria                     |  |  |  |  |  |  |  |  |  |  |  |  |  |  |  |
| |                                                    |  |  |  |  |  |  |  |  |  |  |  |  |  |  |  |
| |                                                    |  |  |  |  |  |  |  |  |  |  |  |  |  |  |  |
| | 14. Fernando I de las Dos Sicilias                 |  |  |  |  |  |  |  |  |  |  |  |  |  |  |  |
| |                                                    |  |  |  |  |  |  |  |  |  |  |  |  |  |  |  |
| |                                                    |  |  |  |  |  |  |  |  |  |  |  |  |  |  |  |
| | 7. María Teresa de las Dos Sicilias                |  |  |  |  |  |  |  |  |  |  |  |  |  |  |  |
| |                                                    |  |  |  |  |  |  |  |  |  |  |  |  |  |  |  |
| |                                                    |  |  |  |  |  |  |  |  |  |  |  |  |  |  |  |
| | 15. María Carolina de Austria                      |  |  |  |  |  |  |  |  |  |  |  |  |  |  |  |
| |                                                    |  |  |  |  |  |  |  |  |  |  |  |  |  |  |  |
| |                                                    |  |  |  |  |  |  |  |  |  |  |  |  |  |  |  |